# الرايخستاغ (الإمبراطورية الألمانية)

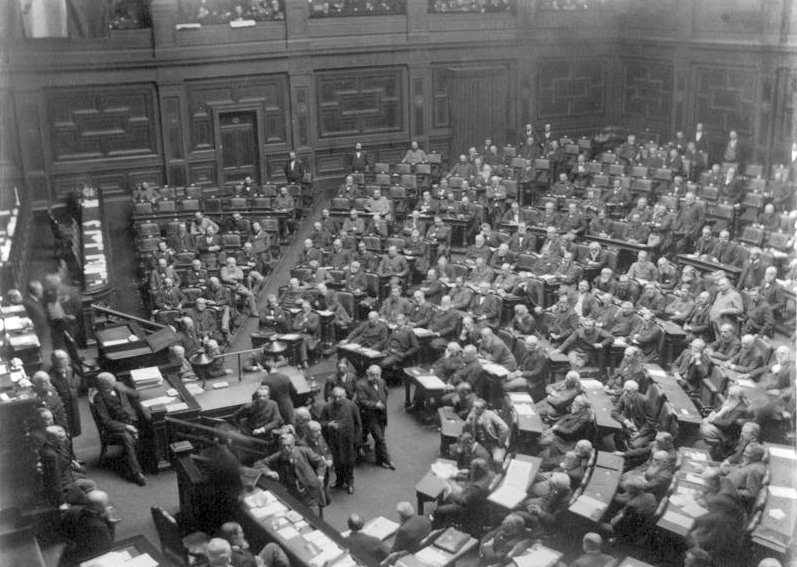
الرايخستاغ في عام 1889

الرايخستاغ ( تُلفظ بالألمانية: [ˈʁaɪçstaːk]  ( سماع) وصلة=| عن هذا الصوت ، حمية العالم  أو النظام الغذائي الإمبراطوري ) كان برلمان ألمانيا من عام 1871 إلى عام 1918. تم تقاسم التشريعات بين الرايخستاغ والبوندسرات، الذي كان المجلس الإمبراطوري للأمراء الحاكمين للولايات الألمانية.
لم يكن للرايخستاج الحق الرسمي في تعيين أو إقالة الحكومات، ولكن بالمعايير المعاصرة كان يعتبر برلمانًا حديثًا وتقدميًا للغاية. كان جميع الرجال الألمان الذين تزيد أعمارهم عن 25 عامًا مؤهلين للتصويت، وتم انتخاب أعضاء الرايخستاغ عن طريق الاقتراع العام والشامل والسري. تم انتخاب الأعضاء في الدوائر ذات العضو الواحد بأغلبية الأصوات باستخدام نظام الجولتين. إذا لم يحصل أي مرشح على أغلبية الأصوات ، تجري انتخابات إعادة. في عام 1871، كان الرايخستاغ يتألف من 382 عضوًا، ولكن من عام 1874 تم توسيعه إلى 397 عضوًا.
تم تحديد مدة العضوية في البداية بثلاث سنوات، وفي عام 1888 مددت إلى خمس سنوات. افتتح الإمبراطور الرايخستاغ مرة واحدة في السنة. من أجل حل البرلمان، كانت موافقة المجلس الإمبراطوري والإمبراطور مطلوبة. يتمتع أعضاء البرلمان بالحصانة القانونية والتعويض.

## رؤساءالرايخستاغ
| رؤساء الرايخستاغ (1871–1918) |                                       |           |                     |
| لا.                          | اسم                                   | في المكتب | نهاية الفصل الدراسي |
| 1                            | إدوارد فون سيمسون                     | 1871      | 1874                |
| 2                            | ماكس فون فوركنبيك                     | 1874      | 1879                |
| 3                            | Otto Theodor von Seydewitz            | 1879      | 1880                |
| 4                            | Adolf Graf von Arnim-Boitzenburg      | 1880      | 1881                |
| 5                            | جوستاف كونراد هاينريش فون جوسلر       | 1881      | 1881                |
| 6                            | ألبرت إردمان كارل جيرهارد فون ليفيتزو | 1881      | 1884                |
| 7                            | فيلهلم فون ويدل بيسدورف               | 1884      | 1888                |
| 8                            | ألبرت إردمان كارل جيرهارد فون ليفيتزو | 1888      | 1895                |
| 9                            | رودولف فرايهر فون بول بيرينبرج        | 1895      | 1898                |
| 10                           | فرانز فون باليستريم                   | 1898      | 1907                |
| 11                           | Udo Graf zu Stolberg-Wernigerode      | 1907      | 1910                |
| 12                           | هانز جراف فون شفيرين لويتز            | 1910      | 1912                |
| 13                           | يوهانس كايمب                          | 1912      | 1918                |
| 14                           | قسطنطين فيرينباخ                      | 1918      | 1918                |

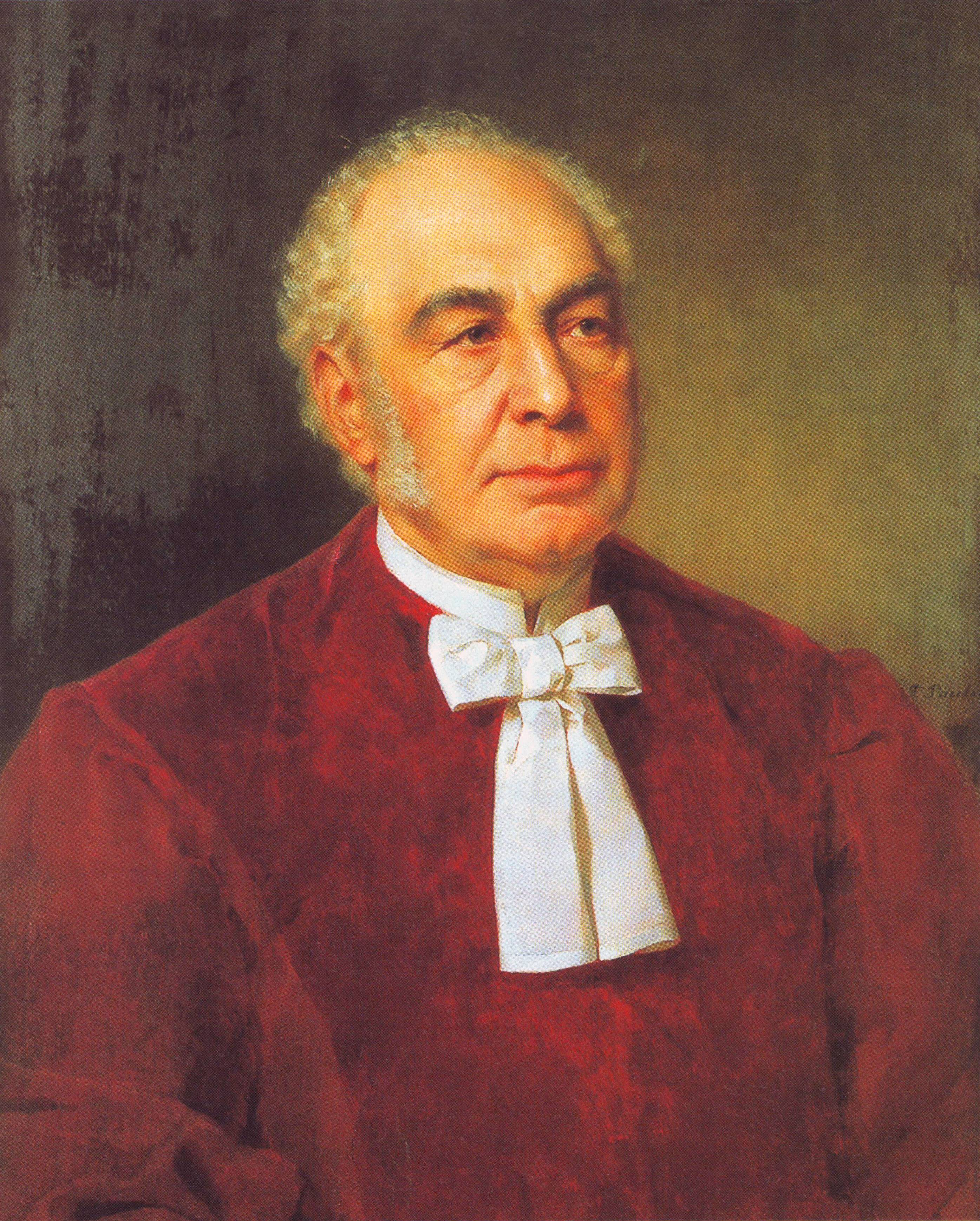
إدوارد فون سيمسون
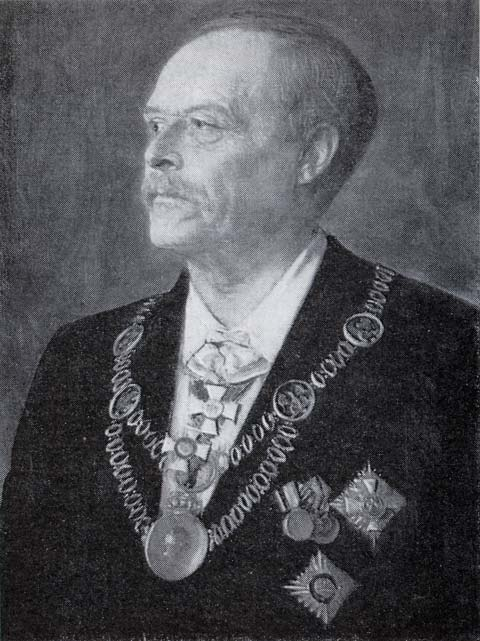
ماكس فون فوركنبيك  [لغات أخرى]‏
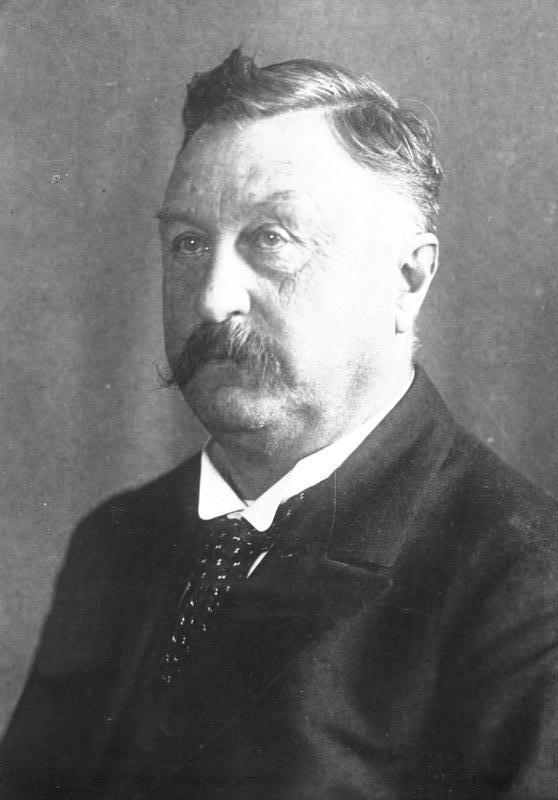
كونستانتين Fehrenbach